# Andreas (île de Man)
Pour les articles homonymes, voir Andreas (homonymie).
Andreas est une paroisse administrative et insulaire du sheading d'Ayre, sur l'île de Man.